# Emile Dewil
Emile (Miel) - Joseph (Jozef, Jef) Dewil, (24 april 1949) is een gewezen Belgische atleet, die zich had toegelegd op het polsstokhoogspringen. Hij veroverde drie Belgische titels.

## Biografie
Dewil werd in 1971 voor het eerst Belgisch kampioen. Het jaar nadien verbeterde hij het Belgisch record van Paul Coppejans tot 4,77 m. In 1974 en 1975 werd hij opnieuw Belgisch kampioen, de laatste keer met een nieuw record van 4,92 m.

### Clubs
Dewil was aangesloten bij Racing Club Tienen en stapte later over naar Excelsior Sport Club. Na zijn carrière als senior bleef hij nog lange tijd actief als Master. Zo verbeterde hij in 2001 het wereldrecord voor vijftigplussers met een sprong van 4,33 m. Hij was ook trainer van onder anderen Domitien Mestré.

### Varia
In maart 2015 deed Dewil mee aan een aflevering van Beat da Bompaz, een programma waarin oudere sporters het opnemen tegen Bekende Vlamingen.

## Belgische kampioenschappen
| Onderdeel        | Jaar             |
| ---------------- | ---------------- |
| polsstokspringen | 1971, 1974, 1975 |

## Persoonlijke records
Outdoor
| Onderdeel        | Prestatie | Datum            | Plaats    |
| ---------------- | --------- | ---------------- | --------- |
| 110 m horden     | 14,6 s    | 3 juli 1972      | Dudelange |
| polsstokspringen | 4,95 m    | 8 september 1977 | Tienen    |

Indoor
| Onderdeel        | Prestatie | Datum            | Plaats    |
| ---------------- | --------- | ---------------- | --------- |
| 60 m horden      | 8,6 s     | 18 februari 1972 | Rotterdam |
| polsstokspringen | 4,80 m    | 15 januari 1977  | Nijvel    |

## Palmares

### polsstokspringen
- 1971:  BK AC – 4,50 m
- 1974:  BK AC – 4,70 m
- 1975:  BK AC – 4,92 m (NR)
- 1989:  BK AC – 4,60 m
- 1991:  BK indoor AC – 4,70 m